# Пьомбино Дезе
Пьомбѝно Дѐзе (на италиански: Piombino Dese; на венециански: Piombin, Пиомбин) е град и община в Северна Италия, провинция Падуа, регион Венето. Разположен е на 24 m надморска височина. Населението на общината е 9443 души (към 2010 г.).